# İlkin Dövlətov
İlkin Dövlətov (Baku, 1990. június 16. –) azeri mughaménekes. Ő képviselte Fahree-val közösen Azerbajdzsánt a 2024-es Eurovíziós Dalfesztiválon, Malmőben, az Özünlə apar című dallal.

## Magánélete
Dovlatov 1990-ben született Bakuban. Zenész családban nőtt fel, édesapja jelentett nagy inspirációt számára, hogy belekezdjen a zenei karrierbe. Négy évesen Dovlatov előadta első dalát, a Qəlbimdə qaldıt. Iskolai évei alatt egy zenetanár fedezte fel Dovlatov énektehetségét, és bátorította foglalkozzon komolyan a zenéléssel.

## Pályafutása
A The Voice of Azerbaijan című tehetségkutató műsor anyanyelvi dalok évadjában lett ismert, ahol a második helyen végzett. Dovlatov ezen felül részt vett az Azəri Star dalveersenyen is.
2024-ben Mila Miles-szal és Etibar Asadlival közösen bejutottak az Eurovíziós Dalfesztivál azeri előválogatójának végső fordulójába İnsanlar című dalukkal. 2024. március 7-én az İTV bejelentette, hogy Fahree képviselheti Azerbajdzsánt az Eurovíziós Dalfesztiválon. 2024. március 13-án vált hivatalossá, hogy a produkcióban közreműködik Dovlatov is. Versenydaluknak a címe Özünlə apar volt, és március 15-én mutatták be. A dalfesztivál május 7-én rendezett első elődöntőjében a tizennegyedik, utolsó előtti helyen végeztek, így nem jutottak tovább a döntőbe.

## Diszkográfia

### Kislemezek
- Özünlə apar (2024, Fahree-val közösen)

## Fordítás
- Ez a szócikk részben vagy egészben  az   Ilkin Dovlatov című angol Wikipédia-szócikk fordításán alapul.  Az eredeti cikk szerkesztőit annak laptörténete sorolja fel. Ez a jelzés csupán a megfogalmazás eredetét és a szerzői jogokat jelzi, nem szolgál a cikkben szereplő információk forrásmegjelöléseként.